# Kortteinen
Kortteinen är en sjö i kommunen Etseri i landskapet Södra Österbotten i Finland. Sjön ligger 173,5 meter över havet. Den är 1 meter djup. Arean är 1,07 kvadratkilometer och strandlinjen är 5,17 kilometer lång. Sjön  ingår i Kumo älvs huvudavrinningsområde.   Den ligger omkring 78 kilometer öster om Seinäjoki och omkring 270 kilometer norr om Helsingfors. 
Kortteinen ligger söder om Kivijärvi. 